# William Duckworth (compositeur)
Pour les articles homonymes, voir Duckworth.
William Duckworth, né le 13 janvier 1943 et mort le 13 septembre 2012, est un compositeur, écrivain, éducateur et pionnier d'Internet américain. Il compose près d'une centaine de morceaux de musique et écrit la première œuvre musicale post-minimaliste, The Time Curve Preludes (1977-1978). Duckworth est professeur de musique à l'Université Bucknell jusqu'à sa mort.

## Biographie
Duckworth naît en Caroline du Nord en 1943. Il obtient son bachelor (équivalent de la licence) en musique de l'East Carolina University, puis son master et son doctorat en éducation musicale de l'université de l'Illinois à Urbana. Il étudie la composition avec le compositeur Ben Johnston et écrivit sa thèse de Ph.D. sur la notation du compositeur John Cage. Duckworth collabore avec sa future femme, Nora Farrell, sur ses projets Internet avant de l'épouser. Duckworth meurt à son domicile en 2012, après un long combat contre un cancer du pancréas,.

## Œuvre
Duckworth a écrit 94 morceaux de musique. Ses compositions les plus connues sont The Time Curve Preludes, 24 courtes pièces pour piano, et Southern Harmony, qui consiste en 20 pièces pour un chœur à huit voix. Parmi ses autres œuvres, il y a Mysterious Numbers, écrit pour orchestre de chambre, Imaginary Dances, pour piano seul, et Simple Songs about Sex and War, écrit en collaboration avec le poète Hayden Carruth. 
Une de ses dernières œuvres, Shadowing Satie, est commandée et créée par l'ensemble PTYX les 15 et 16 juin 2012 à Tours, pendant son spectacle The Unquestionned Answer Project ,. Elle est écrite spécifiquement pour cette formation : flûte, clarinette, harpe, piano, vibraphone, marimba et quintette à cordes.
Dans les derniers mois de sa vie, Duckworth terminait un concerto pour piano pour Bruce Brubaker.

### The Time Curve Preludes
The Time Curve Preludes, un ensemble de 24 morceaux courts pour piano composé par Duckworth, est décrit par le critique musical Kyle Gann comme la première œuvre post-minimaliste. Ces préludes sont composés entre 1977 et 1978 au titre d'un programme du National Endowment for the Arts. Ils sont créés à l'Université Wesleyenne en 1979 par la pianiste Neely Bruce.  Ils sont de nouveau enregistrés par Bruce Brubaker en 2009.